# Mats Sundin
Mats Sundin (Bromma, 13 febbraio 1971) è un ex hockeista su ghiaccio svedese che giocava nel ruolo di centro. Ha giocato nella National Hockey League con la maglie dei Quebec Nordiques, dei Toronto Maple Leafs e dei Vancouver Canucks. Nell'Entry Draft 1989 stata la prima scelta assoluta, scelto dai Quebec Nordiques.

## Statistiche

### Club
| Stagione   | Squadra             | Stagione regolare | Stagione regolare | Stagione regolare | Stagione regolare | Stagione regolare | Stagione regolare | Playoff | Playoff | Playoff | Playoff | Playoff |
| Stagione   | Squadra             | Lega              | P                 | G                 | A                 | Pt                | PIM               | P       | G       | A       | Pt      | PIM     |
| ---------- | ------------------- | ----------------- | ----------------- | ----------------- | ----------------- | ----------------- | ----------------- | ------- | ------- | ------- | ------- | ------- |
| 1988–1989  | Nacka HK            | Swe-2             | 25                | 10                | 8                 | 18                | 18                | —       | —       | —       | —       | —       |
| 1989–1990  | Djurgården          | SEL               | 34                | 10                | 8                 | 18                | 16                | 8       | 7       | 0       | 7       | 4       |
| 1990–1991  | Quebec Nordiques    | NHL               | 80                | 23                | 36                | 59                | 58                | —       | —       | —       | —       | —       |
| 1991–1992  | Quebec Nordiques    | NHL               | 80                | 33                | 43                | 76                | 103               | —       | —       | —       | —       | —       |
| 1992–1993  | Quebec Nordiques    | NHL               | 80                | 47                | 67                | 114               | 96                | 6       | 3       | 1       | 4       | 6       |
| 1993–1994  | Quebec Nordiques    | NHL               | 84                | 32                | 53                | 85                | 60                | —       | —       | —       | —       | —       |
| 1994–95    | Djurgården          | SEL               | 12                | 7                 | 2                 | 9                 | 14                | —       | —       | —       | —       | —       |
| 1994–1995  | Toronto Maple Leafs | NHL               | 47                | 23                | 24                | 47                | 14                | 7       | 5       | 4       | 9       | 4       |
| 1995–1996  | Toronto Maple Leafs | NHL               | 76                | 33                | 50                | 83                | 46                | 6       | 3       | 1       | 4       | 4       |
| 1996–1997  | Toronto Maple Leafs | NHL               | 82                | 41                | 53                | 94                | 59                | —       | —       | —       | —       | —       |
| 1997–1998  | Toronto Maple Leafs | NHL               | 82                | 33                | 41                | 74                | 49                | —       | —       | —       | —       | —       |
| 1998–1999  | Toronto Maple Leafs | NHL               | 82                | 31                | 52                | 83                | 58                | 17      | 8       | 8       | 16      | 16      |
| 1999–2000  | Toronto Maple Leafs | NHL               | 73                | 32                | 41                | 73                | 46                | 12      | 3       | 5       | 8       | 10      |
| 2000–2001  | Toronto Maple Leafs | NHL               | 82                | 28                | 46                | 74                | 76                | 11      | 6       | 7       | 13      | 14      |
| 2001-2002  | Toronto Maple Leafs | NHL               | 82                | 41                | 39                | 80                | 94                | 8       | 2       | 5       | 7       | 4       |
| 2002–2003  | Toronto Maple Leafs | NHL               | 75                | 37                | 35                | 72                | 58                | 7       | 1       | 3       | 4       | 6       |
| 2003–2004  | Toronto Maple Leafs | NHL               | 81                | 31                | 44                | 75                | 52                | 9       | 4       | 5       | 9       | 8       |
| 2005–2006  | Toronto Maple Leafs | NHL               | 70                | 31                | 47                | 78                | 58                | —       | —       | —       | —       | —       |
| 2006-2007  | Toronto Maple Leafs | NHL               | 75                | 27                | 49                | 76                | 62                | —       | —       | —       | —       | —       |
| 2007–2008  | Toronto Maple Leafs | NHL               | 74                | 32                | 46                | 78                | 76                | —       | —       | —       | —       | —       |
| 2008–2009  | Vancouver Canucks   | NHL               | 41                | 9                 | 19                | 28                | 28                | 8       | 3       | 5       | 8       | 2       |
| totale NHL | totale NHL          | totale NHL        | 1346              | 564               | 785               | 1349              | 1093              | 91      | 38      | 44      | 82      | 74      |

## Palmarès

### Club
- Campione TV-Pucken: 1

1986-1987
- Campionato svedese: 1

 Djurgården:1989-1990

### Internazionale
- Giochi olimpici:

 Oro: 1
 Svezia: Torino 2006
- Campionato mondiale IIHF:

 Oro: 3
 Svezia: 1991; 1992; 1998
 Argento: 2
 Svezia: 1990; 2003
 Bronzo: 2
 Svezia: 1994; 2001

### Individuale
- Miglior giocatore svedese della NHL (Viking Award): 4

2001-2002, 1996-1997, 1993-1994, 1992-1993
- Mark Messier Leadership Award: 1

2007-2008
- Maggior numero di goal decisivi nella NHL (Game Winning Goal): 1

2003-2004
- NHL Secondo All-Star Team: 2

2001-2002, 2003-2004
- Giocatore con il maggior numero di Punti dei GO: 1

Torino 2006
- Miglior Attaccante dei mondiali: 2

1993; 2003
- All-Star Team dei mondiali: 3

1992; 1998; 2003
- Giocatore con il maggior numero di Assist dei mondiali: 1

1994
- Giocatore con il maggior numero di Punti dei mondiali: 1

1994
- Miglior Giocatore Juniori dell'anno (Årets Junior): 1

1989-1990